# Крахт, Кристиан
Кри́стиан Крахт (нем. Christian Kracht, р. 1966) — современный швейцарский писатель, журналист, пишет на немецком языке, автор романов «Faserland», «1979», «Метан», «Я буду здесь, на солнце и в тени».
Сын исполняющего обязанности генерального директора издательства «Аксель Шпрингер АГ», он провёл детство в США, Канаде и на юге Франции, жил в Центральной Америке, в Бангкоке, Катманду, а сейчас — Буэнос-Айресе.
Представитель литературного направления «popliteratur». Отличается своим эксцентричным и провокативным поведением, неординарным пиаром и «мастерством медийной самодраматизации». 

## Краткая биография
- 1978—1980: Lakefield College School, Lakefield, Canada.
- 1980—1985: Schule Schloss Salem, Salem, Germany.
- 1985—1989: Sarah Lawrence College, Bronxville, NY, USA.
- 1990—1992: волонтариат в журнале «Темпо» (Tempo), Гамбург, дружба с писателем и журналистом Экхартом Никелем (Eckhart Nickel).
- 1993: место пребывания — Сомали. За репортаж «Меньше чем ноль: беспризорные Лондона» (Less than Zero: Die Heimatlosen von London), опубликованный в июле 1992 года в журнале «Темпо», Крахт награждается премией Акселя Шпрингера (Axel-Springer-Preis).
- 1995: выходит в свет роман «Faserland». Русское издание: Крахт К. «Faserland», Ad Marginem, 2001.
- 1997: Крахт становится корреспондентом журнала «Шпигель» (Der Spiegel) в южной Азии, место пребывания — Нью-Дели.
- 1998: Бангкок, Таиланд, Крахт проживает в доме, где находилось прежде посольство Югославии, оттуда он проводит путешествия по Азии. Кристиан Крахт и Экхарт Никель публикуют сборник статей «Каникулы навсегда» (Ferien für immer). Кристиан Крахт становится колумнистом газеты «Вельт ам Зоннтаг» (Welt am Sonntag).
- 1999: Крахт издаёт антологию поп-литературных текстов «Месопотамия» (Mesopotamia), а также публикует сборник своих эссе о Азии «Жёлтый карандаш» (Der gelbe Bleistift). Дружба с писателем и журналистом Инго Нирманом (Ingo Niermann). Вместе с поп-автором Беньямином фон Штукрад-Барре (Benjamin von Stuckrad-Barre) рекламная кампания для сети магазинов верхней одежды «Пик унд Клоппенбург» (Peek & Cloppenburg). С 24 по 30 апреля участие в проекте «Королевская грусть. Поп-культурный квинтет. Иоахим Бессинг, Кристиан Крахт, Экхарт Никель, Александр фон Шёнбург, Беньямин фон Штукрад-Барре» (Tristesse Royale. Das popkulturelle Quintett. Mit Joachim Bessing, Christian Kracht, Eckhart Nickel, Alexander von Schönburg, Benjamin von Stuckrad-Barre). Проект — это встреча вышеуказанных авторов в отеле «Адлон», Берлин. Каждому автору предоставляется одноместный номер, а также допуск к номеру для детей (Executive Lounge) на 5 этаже с видом на Бранденбургские ворота, в котором при помощи встроенных микрофонов все разговоры, ведущиеся авторами, записываются. Далее эта запись ляжет в основу книги под таким же названием как и проект.
- 2001: выходит в свет роман «1979». Русское издание: Крахт К. «1979», Ad Marginem, 2002. Переезд на Шри-Ланку, город Галле.
- 2004: исследовательское пребывание в Северной Корее. Кристиан Крахт и Экхарт Никель издают журнал, выпуск которого изначально ограничен восемью номерами в течение двух последующих лет, под названием «Друг» (Der Freund), местонахождение редакционных помещений — Катманду. В журнале «Друг» полностью отсутствовали фотографии и реклама, но были некоторые рисунки и иллюстрация. Эссэ и короткие рассказы чередовались литературными миниатюрами, колумнами, стихами и интервью. По словам Кр. Крахта, этот журнал нужно читать в медленно охлаждающейся ванной, в воскресенье, при чашке чая и сигарете. Многократные экспедиции в Гималаи. Места пребывания — Северная Корея, Катманду (Непал), Сан-Франциско.
- 2005: Афганистан, Парагвай. Выходит в свет аудиокнига для прослушивания японского писателя Ясуси Иноуэ «Охотничье ружьё», в которой Крахт является одним из рассказчиков. Постановка пьесы «1979» в театре «Schauspielhaus» города Цюриха.
- 2006: Танзания. Вместе с Инго Нирманом подъём на Килиманджаро, совместная работа над романом «Метан» (Metan). Выходит в свет книга с фотографиями (108 шт.) Северной Кореи и текстом Кристиана Крахта «Вспомнить всё — Северная Корея Ким Чен Ира» (Die totale Erinnerung. — Kim Jong Ils Nordkorea / Total Recall), совместно с Евой Мунц (Eva Munz) и Лукасом Николем (Lukas Nikol). Также выходит в свет книга «New Wave». Kompendium 1999—2006. Деятельность в качестве колумниста для «Франкфуртер Алльгемайне Цайтунг», название колумны «Письма из…;» в перемене с Николь Краусс (Nicole Krauss) и Дженни Эрпенбек (Jenny Erpenbeck). Постановка пьесы «Bayerische Motoren Werke» (BMW) в театре «Thalia» города Гамбург
- 2007: выходит в свет роман «Метан» (Metan), а также читаемая Кристианом Крахтом версия аудиокниги «Завтрак у Тиффани» Трумена Капоте. Переезд в Аргентину. Содействие в проекте "Великая Пирамида" (Die Große Pyramide) в восточной Германии. Совместная работа с художниками Андреасом Гурски и Элмгрин и Драгсет (Elmgreen & Dragset)

## Книги
- Faserland (1995) — роман о путешествии молодого человека с севера Германии на юг, его размышлениях и суждениях.
- 1979[англ.] (2001) — роман рассказывает о судьбе молодых европейцев, оказавшихся в Иране во время исламской революции.
- Метан (Metan, 2007) — повесть, написанная Крахтом в соавторстве с Инго Нирманном.
- Я буду здесь, на солнце и в тени (Ich werde hier sein im Sonnenschein und im Schatten, 2008)
- Карта мира (российское издание 2009 года) — путевые заметки Крахта; сборник из двух немецких изданий: Der Gelbe Bleistift и New Wave. Ein Compendium 1999-2006.
- Imperium (2012) — роман, премия Вильгельма Раабе.
- Евротрэш (2021) — роман-автофикшн, сиквел дебютного романа Faserland. Вошел в шорт-листы Немецкой и Швейцарской книжных премий.